# Музика айнів

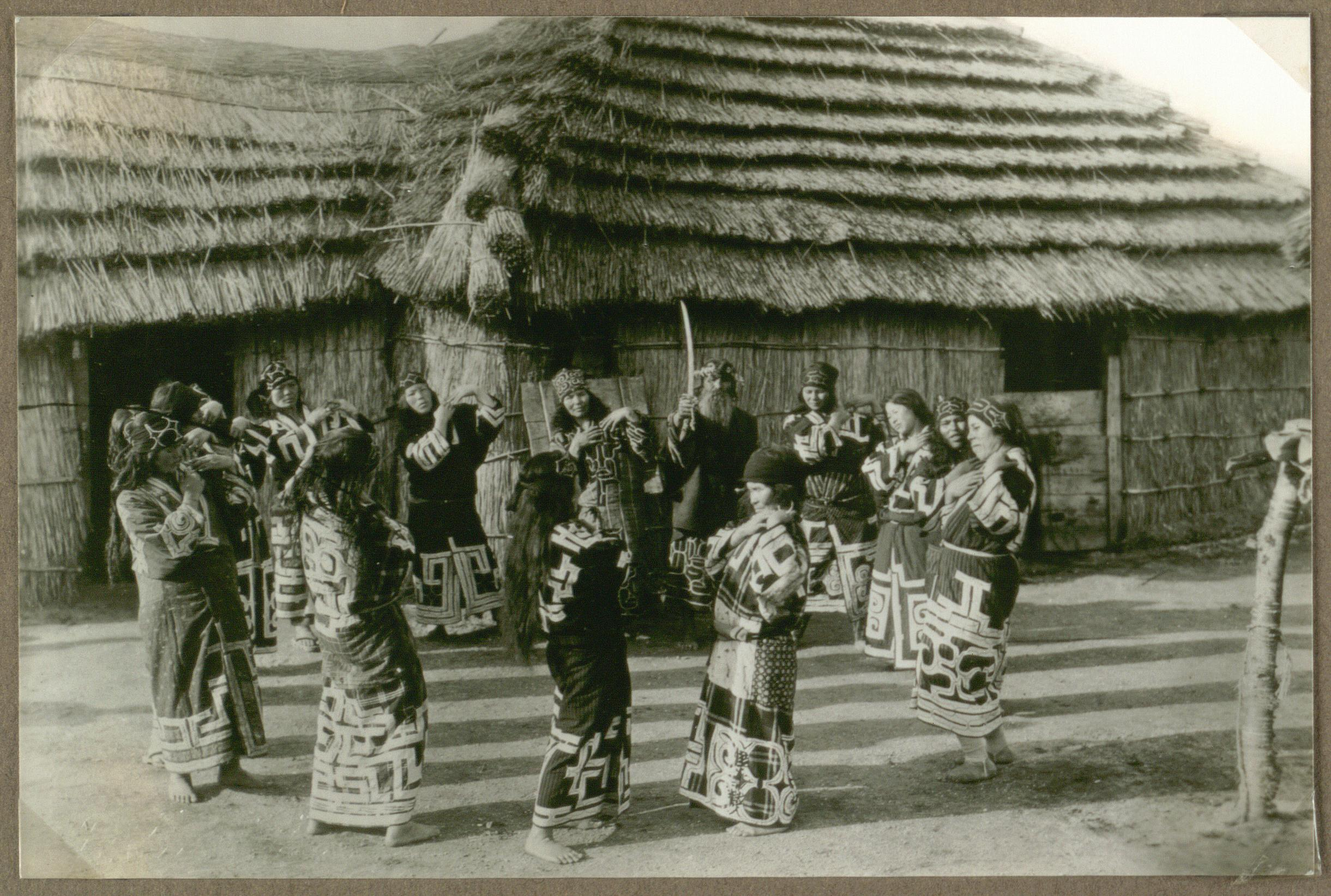
Айни співають і танцюють в урочистому хороводі

Музика айнів — музична традиція народу айнів на півночі Японії. Айни не мають корінної системи писемності, тому традиційно успадковували фольклор і закони своєї культури в усній формі, часто через музику.
Усна культура айнів включає різні жанри, включаючи упопо, легковажні балади про повсякденні справи та ритуали, які часто супроводжуються традиційними інструментами айнів, і юкар (мімікрія), форму ритмічної епічної поезії, яка часто підтримується легкою перкусією.
Зміст цих балад історично був важливим джерелом розуміння повсякденного життя, а також різноманітних традицій і звичок айнського народу, і сьогодні залишається важливою частиною культурної ідентичності та спадщини айнів, як це видно у таких виконавців, як Окі, найвідомішого сучасного виконавця айнської музики.
Найбільш детально описує музику айнів Чіба Нобухіко у своєму англомовному огляді із записами та транскрипціями.

## Традиційні музичні жанри айнів

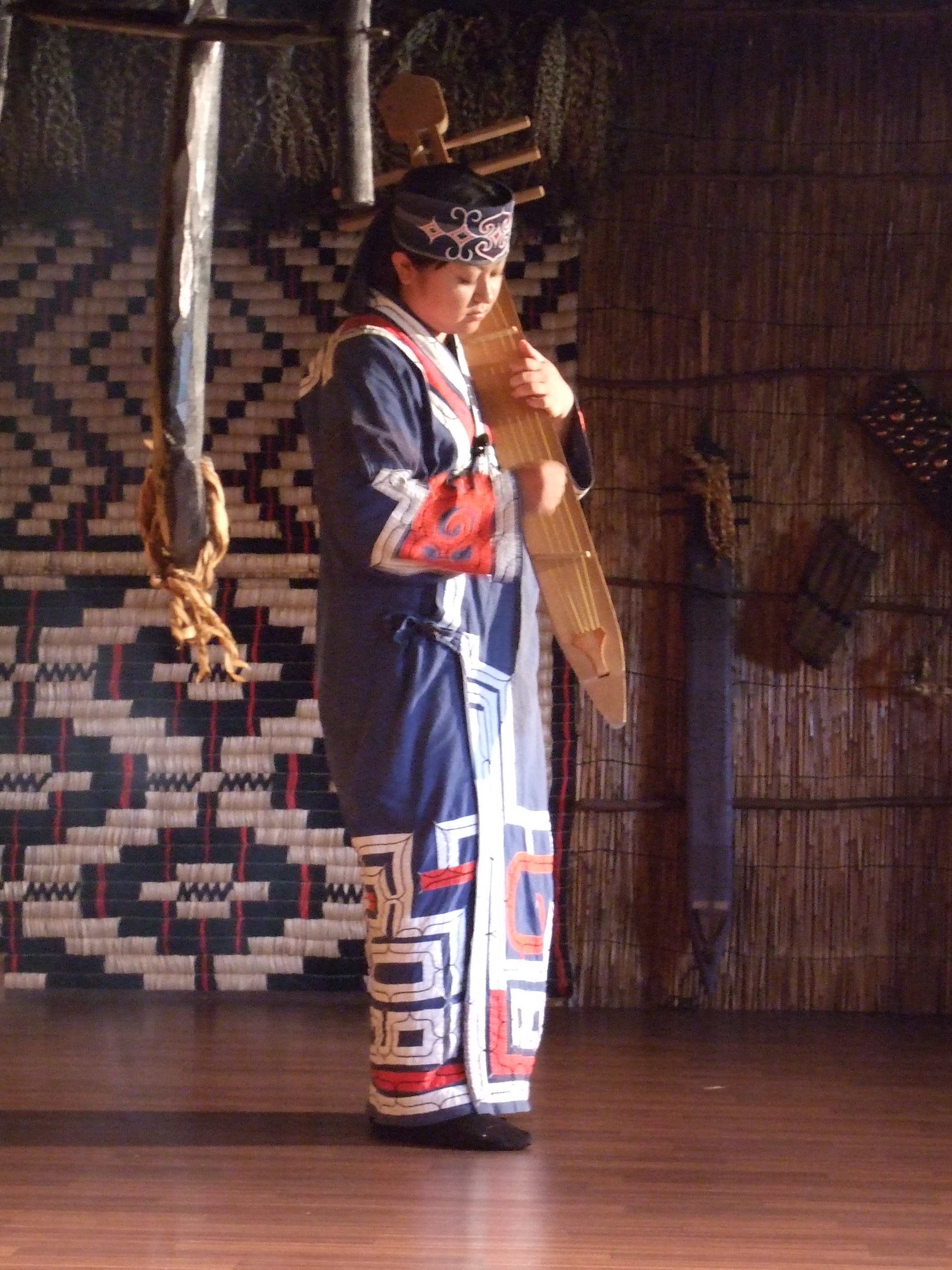
Жінка грає на традиційній айнської цитрі тонкорі

Музика айнів має духовний резонанс майже в усіх своїх формах, і вона відіграла важливу роль як у культурній історії, так і в культурному відродженні народу айнів. Майже кожен тип айнської пісні є священним, і навіть музичні інструменти, як кажуть, просякнуті душею. Традиційну музику айнів можна розділити на дві великі групи: побутові пісні та епічні пісні. Повсякденні пісні в айнській традиції співали в багатьох ситуаціях і на імпровізованій основі. Вони часто супроводжувалися двома найпоширенішими музичними інструментами айнів: тонкори, щипковою цитрою, і муккурі, дримбою, на якій грали жінки.

### Упопо
Ці повсякденні пісні короткі, досить прості та зосереджені на таких заняттях, як гра чи робота. Акт співу сам по собі в деяких випадках використовується як гра, наприклад, змагання Рекухкара (Айнський горловий спів), змагання між жінками. Трудові пісні ритмічні, мають тексти й мелодії, що ґрунтуються на творі, з яким вони співаються. Однак навіть такі побутові пісні мають сакральний, а не буденний зміст. Такі пісні, як «kar upopo» (пісня про приготування саке) і «iyuta upopo» (пісня про стукіт)… не є трудовими піснями; швидше, вони орієнтовані на магію, оскільки їх співають, щоб відлякати злих духів. Короткі побутові пісні також є способом молитви. Ці молитовні пісні виконуються (або виконувалися) регулярно перед їжею, після риболовлі, щоб попросити удачі на полюванні та в багатьох інших контекстах. На жаль, матеріал про побутові пісні отримати дуже важко, адже більшість з них ніколи не були записані.

### Юкар
Епічні пісні айнів, юкар, виконуються у вигляді довгих монологів. Співачка виконує пісню повністю напам'ять і, традиційно, в неформальній обстановці, наприклад, у друга або перед вогнищем на посиденьках. Незважаючи на те, що ці епоси є дещо невимушеними, вони все ж більш формальні, ніж короткі молитовні пісні, згадані раніше. І чоловіки, і жінки декламують айнський епос, хоча вокальні якості жінок вважаються кращими, ніж чоловічі. Епічні пісні — це досить ритмічні мелодійні переспіви. Голос співака зазвичай коливається в межах слів, а фрази та речення виділяються мелодією. Співаки прагнуть, щоб їхня аудиторія розуміла кожне слово. Епос не супроводжується музичними інструментами, хоча інколи і співак, і слухач можуть стукати репні, або простими дерев'яними брусками, об камінь чи підлогу. Деякі картини також показують, що ці епоси виконуються лежачи, коли співак відбиває такт руками на своєму животі, але ця практика відійшла в невідомість.
Самі епоси приймають кілька різних форм. Дотримуючись моделі Філіппі та поділяючи їх двома різними способами, їх можна розрізнити як за тематикою, так і за стилем. Філіппі поділяє епічні сюжети на дві групи: міфічні та героїчні. Міфічні наративи — це ті епоси, що містять історії про походження та історії божеств, тоді як героїчні — це оповіді, що містять культурних героїв айнів. Міфічні наративи можна розповідати або з точки зору людського спостерігача, або з точки зору божественного учасника. Одним із найбільш характерних аспектів айнського епосу є погляд на бога від першої особи. Героїчні оповіді містять одного з кількох основних культурних героїв або повторюваних героїв міфічного походження, таких як Котан-Кор-Камуї або Бог-Сова. Хоча цих культурних героїв часто представляють як богів, вони більше люди, ніж здається. Вони аналогічні навахо та апачським койотам, і є представниками людських інтересів і недоліків. Стилістично оповіді можна поділити ще на дві категорії. Деякі епопеї є новелістичними та містять певний ланцюжок подій за участю богів і людей, тоді як інші, які Філіппі називає пародіями, містять незвичайні ситуації — непояснені явища та сни, подані без чіткої хронологічної розповіді. Такі пародійні епопеї зустрічаються дуже зрідка.
Епоси, а також кілька більш повсякденних пісень, регулярно фігурують у церемоніях айнів. Наприклад, найвідоміша культурна подія айнів, церемонія відправлення ведмедя, супроводжується цілим набором пісень, не останньою з яких є «Пісня ведмедя», міфічний епос. Цей епос розповідає історію бога-ведмедя, який, рятуючи свого маленького сина, був убитий мисливцями на людей. Пісня одночасно представляє ситуацію з точки зору бога — він збентежений, коли його вбивають, і не впізнає власне мертве тіло таким, яким воно є, — і оповідає про традиції церемонії відправлення ведмедя. Передумовою для відправки ведмедя є те, що бог-ведмідь потрапив у пастку у своєму смертному тілі, і, вбиваючи ведмедя ритуальним, шанобливим способом, люди роблять богу послугу та відправляють його додому. У пісні описуються інау, або різьблені палиці, які айни використовують як святі предмети, а також молитви та церемонії, які використовуються, щоб відправити ведмедя додому. Таким чином обряд і епос нероздільні. Дії церемонії окреслені епосом, а епос супроводжує церемонію, щоб підкріпити її. Хоча епос може виконуватися поза церемонією, він не може існувати без церемонії як контексту, а церемонія не може бути виконана без епосу. Ці епоси, а також повсякденні пісні представляють культурну спадщину айнів і дозволяють нам зрозуміти звичаї та їхнє міфічне значення, але вони також є показниками відносного добробуту айнської культури.

### Рекухкара
Рекукхара, також відома як рекуткар (утворено зі слів айнів, що означають горло, рекут і виробляти кар), була вокальною грою, популярною серед сахалінських айнів, і використовувала техніку горлового співу, схожу на катаджак, стиль співу інуїтів. У гру зазвичай грали від двох до десяти осіб одночасно, завжди в парах.
На початку кожної гри гравці займають протилежні місця і утворюють руками замкнуту трубку між ротами один одного. Один із гравців починає зі створення певного ритмічного мотиву, який потім лунає в устах іншого гравця. Потім цей гравець повинен підтримувати цей мотив, доки інший гравець не вирішить змінити мотив. Перемагає той, хто дотримується цих правил, не втрачаючи подиху та не розсміявшись.
Відповідно до інтерв'ю з дочкою останнього практикуючого цього стилю (який помер у 1973 році), рекухару часто робили під час ритуалу йоманте, вбивства бурого ведмедя, оскільки звуки, які створювалися під час цієї гри, символічно стосувалися криків ведмедя.

### Яйсама
Яйсама — це форма співу, що використовується як вираження певних емоцій (наприклад, вираження любові) або як засіб самопредставлення в групі. Оскільки текст і мелодія імпровізуються на місці, цей жанр можна порівняти з сучасним фрістайл-репом.

### Колискові пісні
Назви колискових айнів відрізняються залежно від місця: терміни Iyon'nokka або Iyonruika зазвичай використовувалися в регіоні Хідака, тоді як Ihunke був терміном, який використовували Асахікава та Токаті Айну.
Однією з характерних рис цих колискових пісень є створення матір'ю безглуздих звуків, таких як «Ohho Lulu Rurururu», що виконуються обертовими рухами кінчиком язика, і наспівуються в ритмі заколисування колиски дитини.

## Інструменти
Двома найпоширенішими музичними інструментами айнів є тонкорі та муккурі. Завдяки зусиллям культурних організацій айнів, а також видатних музикантів, обидва отримали своє відродження в сучасності. Докази свідчать про існування кількох інших інструментів, які приписують айнам, але вони наразі більше не використовуються.
Через географічне розпорошення народу айнів на різних островах деякі з цих інструментів сильно відрізняються за використанням і конструкцією залежно від регіону.

### Муккурі

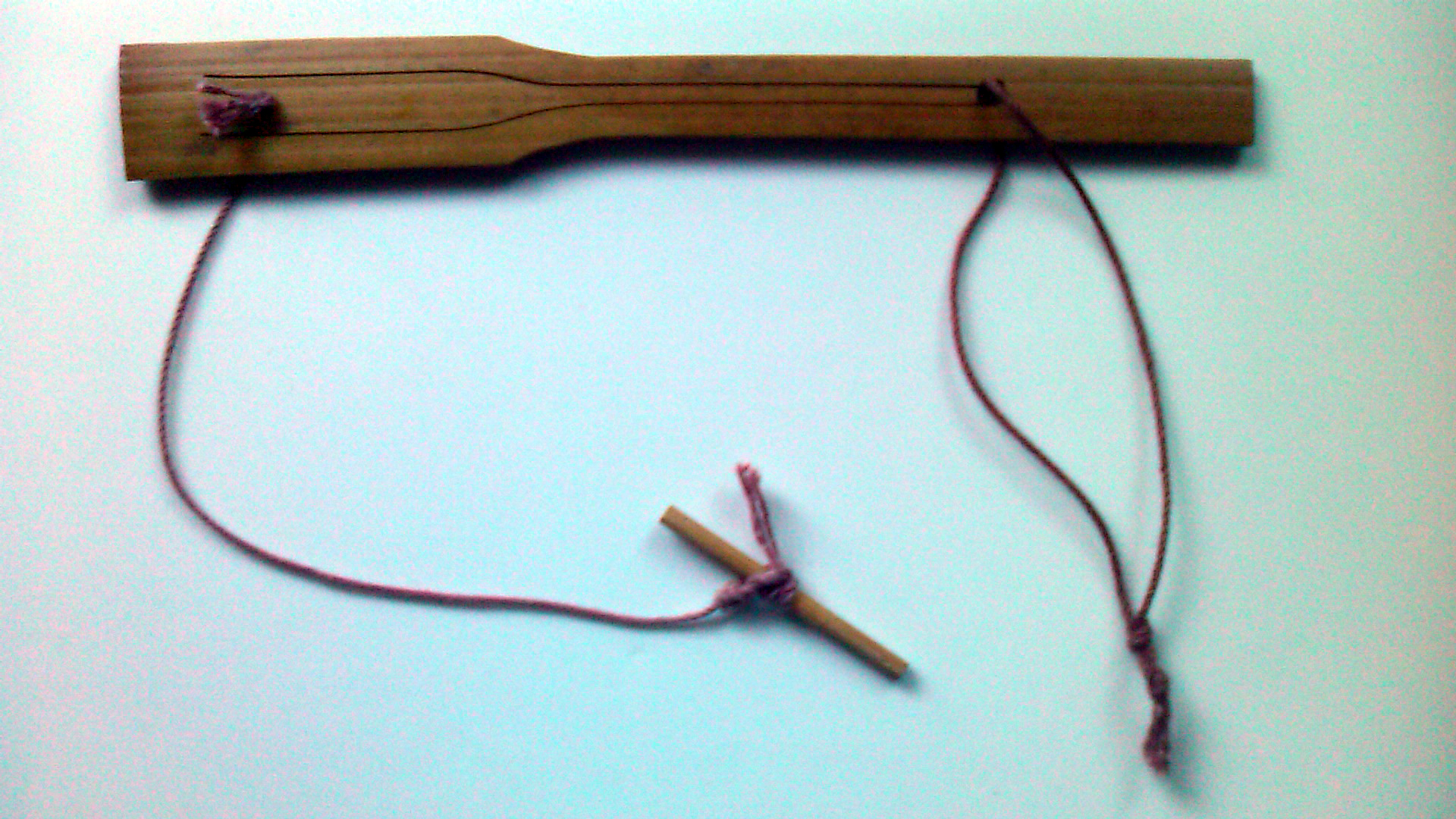
Муккурі

Муккурі — це ідіофон, виготовлений із бамбука, за своєю конструкцією схожий на єврейську арфу. Звук видобувається шляхом маніпулювання струною, під'єднаною до бамбукової тростини, і, поки інструмент не має висоти, маніпуляція тоном може бути здійснена шляхом зміни ширини розкриття рота, який служить резонансною коробкою під час гри.
Історично цей інструмент не мав великого значення в громадах айнів і зазвичай розглядався як дитяча іграшка, а не як інструмент для підтримки пісень чи ритуалів. Однак недороге виробництво муккурі зробило його популярним туристичним сувеніром на Хоккайдо.

### Тонкорі
Тонкорі, звуконаслідувальний опис звуку, який виробляє інструмент, є щипковим інструментом і, як правило, має п'ять струн, виготовлених із кетгута. Тонкорі обмежені кількістю струн. На тонкорі грають як чоловіки, так і жінки, і зазвичай він слугує музичним супроводом до юкара або танців і ритуалів, хоча також відзначаються сольні виступи.

### Какко
Какко був ударним інструментом, схожим на бубон, який використовувався для супроводу юкара або шаманських ритуалів. Його виготовляли шляхом натягування шкіри тварини на циліндричне кільце, яке зазвичай виготовляли з верби чи модрини, а барабан робили шляхом обгортангня собачої шкіри навколо гілки.

### Чіректекуттар
Чіректекуттар (на Сахаліні його називають хенюдо, йонка або пекуту) був циліндричним духовим інструментом, виготовленим з кореня очерету, який був поширений у північній Японії, і вважається, що він був схожий за стилем і використанням на диджериду, музичний інструмент розроблений корінними жителями Австралії.

### Парарайкі
Після культурного обміну з росіянами айни, що живуть на Курильських островах, створили цей інструмент за зразком російської балалайки, яка мовою айнів вимовляється як парарайкі.

### Айнська скрипка
Місіонер-антрополог Джон Бетчелор описує існування кількох створених айнами скрипок, які більше не використовуються.

## Ідентичність і маргіналізація
Музика айнів протягом багатьох років була важливою для відображення та встановлення культурної ідентичності айнів та історично представляла стан айнського суспільства. Фольклорний епос айнів часто стосується безпосередньо стану айнів як групи. Наприклад, коли айнів було вперше підкорено, у період занепаду після 16-го століття, про культурних героїв, зображених у героїчних типах епосу, говорилося, що вони «відійшли в обуренні». Змінне зростання та занепад музики айнів також свідчить про культуру айнів. У період розквіту були створені найскладніші фантастичні епоси, що охоплювали десятки тисяч віршів і будували нові та складні ідеї. Однак у найвідчайдушніший період для айнів, наприкінці 19-го та на початку 20-го століть, коли населення скоротилося лише близько до 15 000, музика айнів була дуже дефіцитною: навіть відома церемонія відправлення ведмедя була описана як «досвід, який трапляється раз у житті».

### Занепад
Тиск на музику айнів упродовж усієї їхньої історії як народу, що перебував під владою домінуючої більшості, відбувався переважно з боку японського уряду. У 1799 році японський уряд навмисно заборонив мову айнів, музику та танці (включаючи церемонію ведмедя), намагаючись зрівняти айнів із більшим японським населенням. На додаток до цього, шляхом тиску в державних установах, таких як школи за кожної можливої нагоди бакуфу переконували тубільців слідувати японським шляхом. Це ставлення до того, що айни повинні зробити якомога більше, щоб стати японцями, існувало в уряді навіть у 20 столітті. Посібник із залізничного туризму, опублікований у 1941 році, відображає не лише таке ставлення, а й ідею про те, що айни були щасливі, коли їхню культуру таким чином пригнічували. «Вони відчувають особливу огиду до відмінного поводження і японізували себе в усіх відношеннях. Вони відмовилися від своїх рідних звичаїв, забули мову айнів і повністю змінили своє повсякденне життя». Далі йдеться: «Вони вимагали від уряду проведення перепису населення, за допомогою якого вони могли б стати визнаними підданими Японії. Це встановив уряд, і айнів визнали простими людьми. Отже, тепер вони настільки японські, що їхні характеристики як раси Айну незабаром зникнуть». Хоча ці уривки свідчать про ставлення уряду до того, що айни повинні відповідати решті японського суспільства, саме існування памфлету суперечить ідеї, що вони з цим погоджуються. Далі брошура детально розповідає про відмінності айнів від японців, описуючи їхні звичаї та церемонії та навіть вказуючи на їхні расові відмінності.
Таке протиріччя насправді характерне для того, як японський уряд ставився до айнів, особливо на початку 20 століття. Окрім таких публікацій, як вищезгадана брошура, уряд також створював культурні шоу з піснями та танцями айнів, які слугували туристичними принадами (це відбувалося, звичайно, після зняття заборони на музику айнів). Айнські співаки й танцюристи часто могли не лише знайти шлях для вияву своїх талантів, а в деяких випадках і взагалі знайти роботу в цих культурних шоу. У виставах звучали священні, обрядові пісні, особливо відомі пісні для відправлення ведмедя. Пісні повторювали три-чотири рази на день для десятків туристів. Каяно Сігеру, якого деякі називають «персоніфікованим айном», видатний громадський діяч, з соромом згадує шоу, у яких він брав участь. «Мені неможливо описати словами, та пояснити іншим, як жалюгідно ми почувалися співаючи й танцюючи — хоча й за гроші — перед зацікавленими туристами з усієї Японії, коли ми навіть не були щасливі чи схвильовані». Уряд фактично заохочував певні аспекти айнської культури, водночас пригнічуючи її в цілому. Обрядові пісні й танці стали водночас життєздатним засобом заробітку на життя й ганебним знаком ганьби.

### Відродження
В останні роки айнська музика почала брати участь в інтенсивному культурному відродженні айнів. Айни почали відновлювати свою ідентичність як культурна група в 1960-х і 1970-х роках, зустрічаючись один з одним, створюючи організовані групи і навіть розробляючи айнський прапор. Хоча більша частина цього відновлення відбулася шляхом мирних зустрічей і організацій, таких як робота Каяно Сігеру для національного музею айнів, деякі групи, як-от Ainu Liberation, використовували терористичну тактику, наприклад вибух 23 жовтня 1972 року, щоб привернути увагу до своєї справи. Однак загалом рух за культурну ідентичність айнів був викликаний культурними медіа, такими як мистецтво, оповідання та музика, а також політичними тактиками, такими як блоки голосування та ненасильницькі протести. У 1970-х і 1980-х роках почали відроджуватися фестивалі та церемонії, що стало каталізатором культурної єдності. Церемонії айнів проводилися регулярно вперше за багато років, і це дозволило їм зібратися разом, ідентифікувати та пізнати один одного через алею культури, а також налагодити зв'язки. Через те, що айнська пісня міцно вкорінена в історії, айни змогли відновити свою фольклорну історію та створити громади через ці церемонії.
Однак відродження айнської культури, а особливо музики, означало більше, ніж просто розвиток згуртованої групи айнського народу. Це, як не дивно, також призвело до появи на японській сцені поп-зірки айнської музики. Окі Кано, найвидатніший виконавець айнської поп-музики в Японії, грає пісні, засновані на обрядових піснях айнів. Вони використовують корінні інструменти айнів, мову айнів та предмети айнів, але також включають західні впливи, такі як гітару та бас, і звучать подібно до британської ска-музики. Окі Кано досить добре відомий у Японії та представляє ідею айнської музики багатьом японцям, хоча його музика дуже вестернізована.

## Список музикантів і композиторів айнів
- Акіра Іфукубе дуже цікавився музикою айнів і часто використовував її у своїх фільмах, таких як відомий спів острова Фару у «Кінг-Конг проти Ґодзілли».
- Окі Кано, виконавець тонкори та співак, відомий своєю ф'южн-групою Oki Dub Ainu Band.
- Marewrew
- IMERUAT (мовою айнів означає «блискавка») — це музичний гурт, створений у 2011 році композитором і піаністом Масаші Хамаузу (浜渦正志) та вокалісткою Міною (Міна Сакай, народжена в Обіхіро, Хоккайдо, Японія) айнського походження. Міна співає мовами айну, японською та англійською.
- Харе Дайсуке — видатний виконавець муккурі, який грав і записувався разом із Сагою Харухіко та покійним Умеко Андо.
- Умеко Андо була відомою співачкою айнів, виконавицею муккурі та музикантом.